# Zelkova carpinifolia
Espèce
Classification APG III (2009)
Statut de conservation UICN

 VU  : Vulnérable
Zelkova carpinifolia est une espèce de plantes à fleurs de la famille des Ulmaceae. C'est un arbre que l'on l'appelle Orme du Caucase ou Faux Orme de Sibérie (le vrai Orme de Sibérie étant Ulmus pumila). Il est de plus en plus souvent appelé en français Zelkova, de son nom latin, mais la véritable appellation francophone est celle de Zelkoua qui vient du mot caucasien tzelkva. 
Le faux orme de Sibérie a été introduit à Kew (Royaume-Uni) en 1760. Quelques sujets jeunes ont été introduits ultérieurement en France. Mais il faut attendre 1785 en France pour que le botaniste André Michaux, revenu d'une mission en Perse donne une description complète d'arbres adultes observés dans les forêts du Gilan sur les bords de la Mer Caspienne (description orale, puis écrite, sous le nom de genre Planera Richardi, dans sa Flora boreali americana, publiée en 1803). Il rapporte d'Iran des graines et des plants récoltés dans ces forêts du Gilan. Le plus vieux Zelkova carpinifolia de France provient de ce voyage et se trouve aux Jardin des plantes de Paris. 

## Caractéristiques
Les feuilles sont proches de celles des Charmes (Carpinus), sont alternes, dentelées, pointues, plus petites que celle de l'Orme et plus effilées.

## Aire de répartition  et habitat
On retrouve l'Orme du Caucase dans le Caucase et dans le Nord de l'Iran.

## Culture et utilisation
Il n'est pas sensible à la graphiose qui a ravagé les Ormes du fait de son écorce résistante, empêchant ainsi les scolytes de la parasiter. Son bois de teinte dorée comparables à celui des ormes véritables, est utilisé en ébénisterie.
En raison de sa ramification fine et de la taille réduite de ses feuilles, il est souvent utilisé en Bonsaï.
Il est aussi souvent utilisé en Europe comme arbre d'ornement dans les parcs du fait de son port majestueux et de sa cime parfaitement ovoïde.

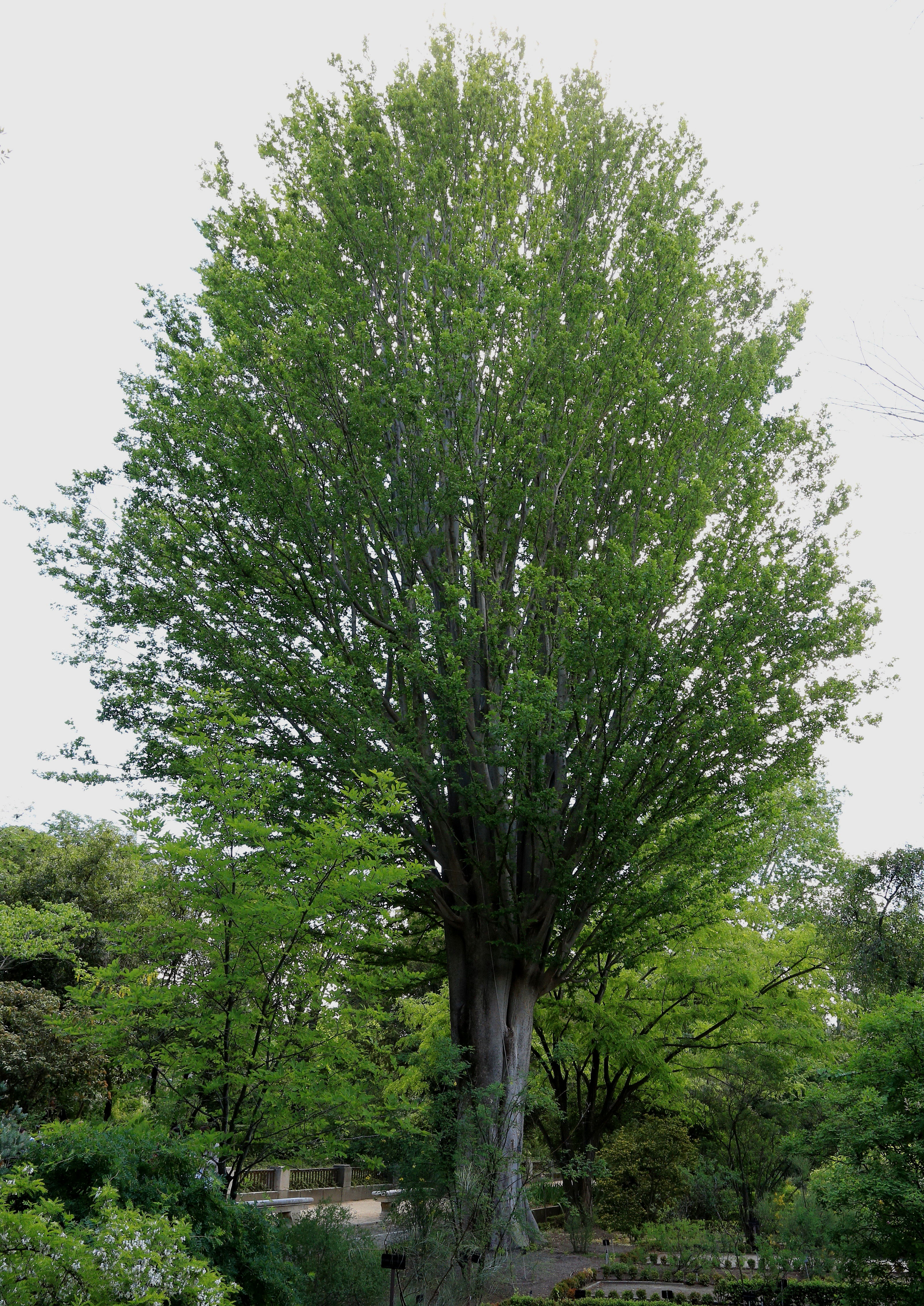
Aspect général du houppier de Zelkova carpinifolia.

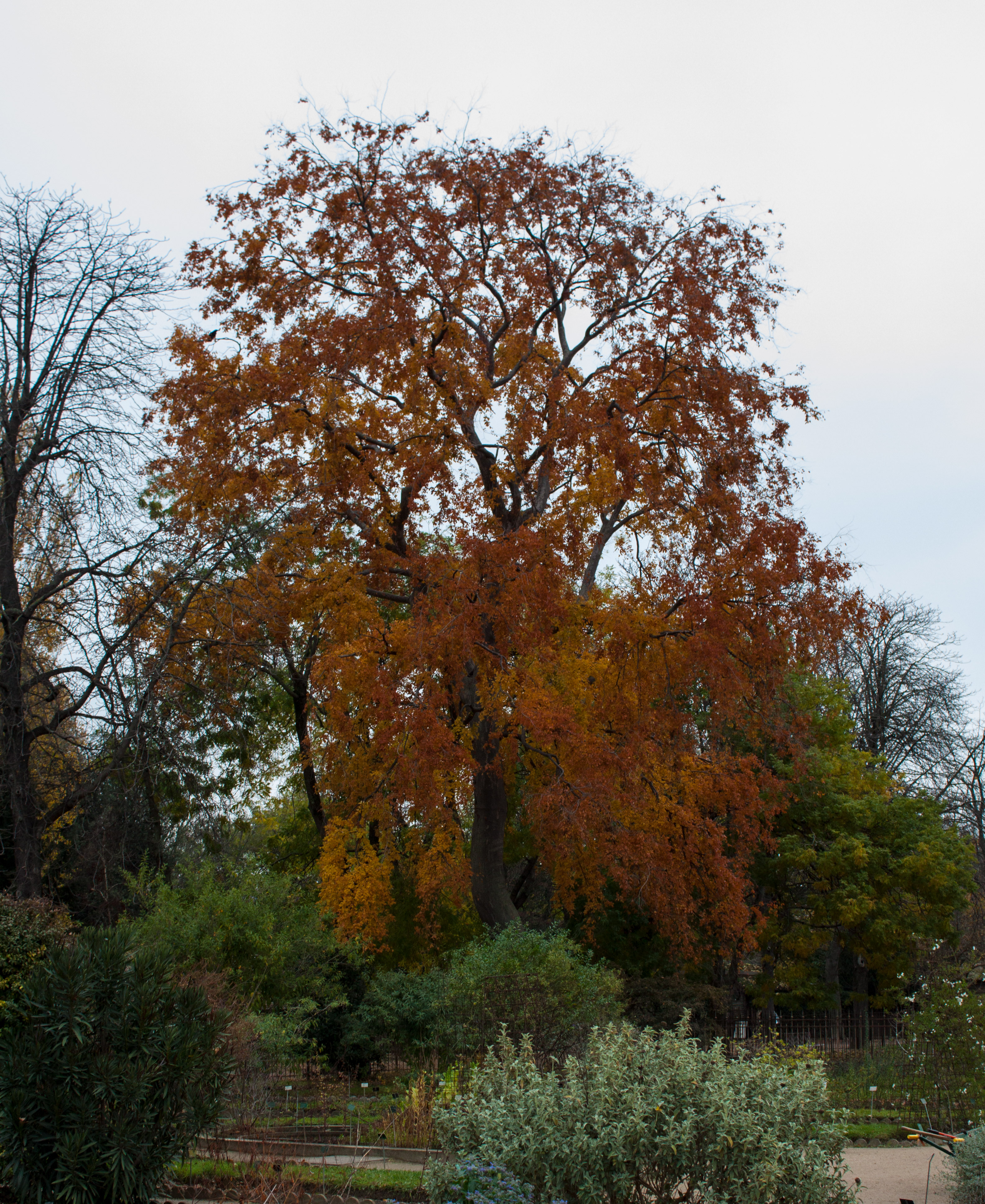
Orme du Caucase du Jardin des Plantes à Paris, en France.

## Synonyme

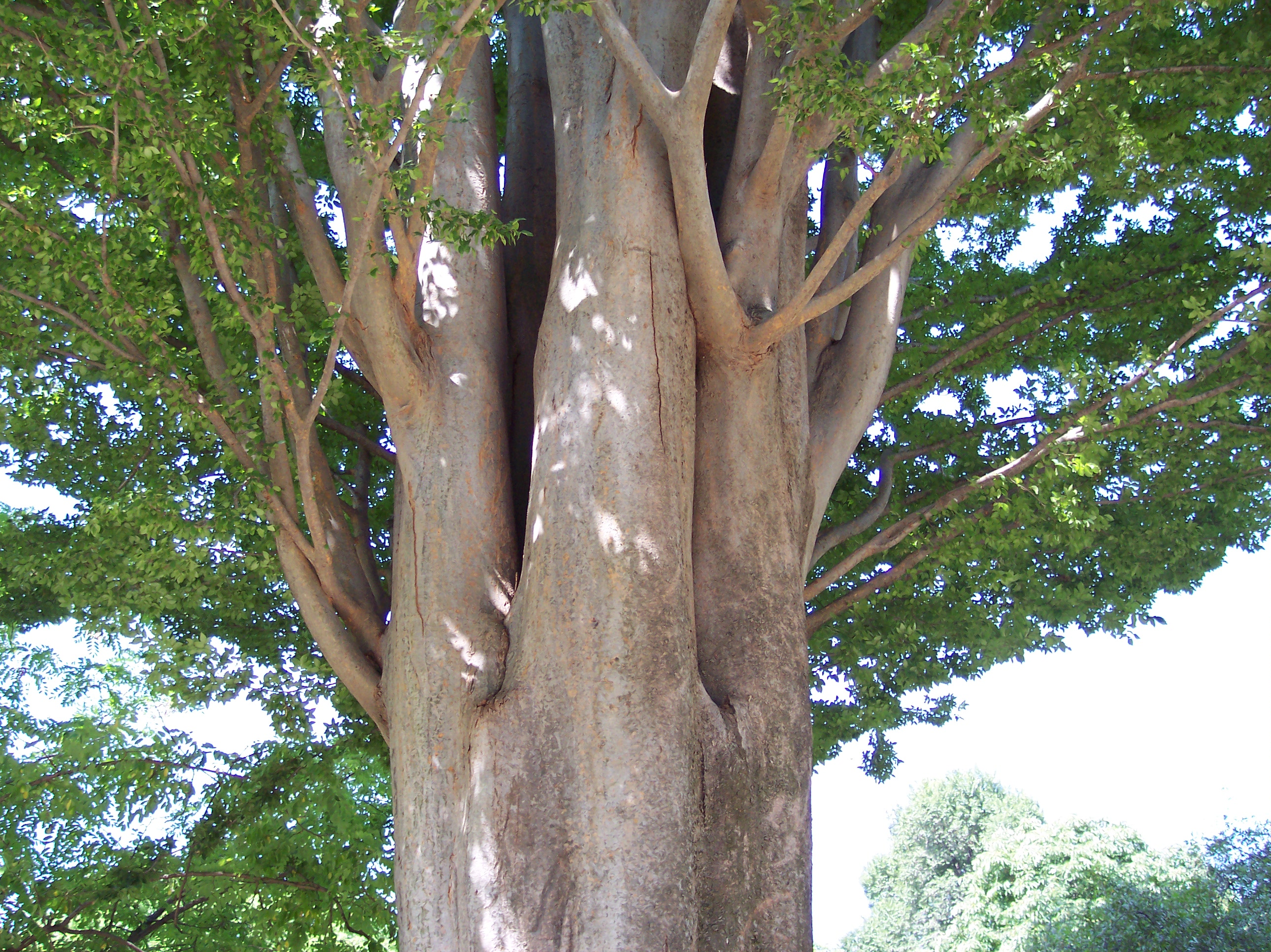
Faux orme de Sibérie, à Madrid (tronc et ramification).

- Zelkova crenata

## Référence artistique
Cet arbre est le sujet d'un manga de Jirō Taniguchi, édité en mai 1993.